# دوریس هارت
 دوریس هارت (انگلیسی: Doris Hart؛ زاده ۲۰ ژوئن ۱۹۲۵ - درگذشته ۲۹ مهٔ ۲۰۱۵) یک تنیس‌باز اهل ایالات متحده آمریکا بود.